# Avenida Félix Bogado
La Avenida Coronel José Félix Bogado, abreviada generalmente como Avda. Félix Bogado, es una importante avenida de Asunción, Paraguay. Se inicia en la intersección de las avenidas Rodríguez de Francia y EE. UU., y termina en el cruce con la Avda. General Santos, donde cambia su nombre a Av. Primero de Marzo, este último solo tiene 450 m, luego cambia su nombre, ya en territorio lambareño, a Av. Dr. Luis María Argaña.

## Toponimia
La avenida es nombrada así por el Coronel José Félix Bogado, modesto e ilustre soldado paraguayo de la cruzada libertadora americana que a las órdenes del Gral. San Martín, cruzó los Andes y luchó heroicamente.

## Importancia
La importancia de la avenida radica en el hecho de que dicha avenida constituye uno de los principales ejes viales de acceso al centro de la capital, especialmente a los residentes de la ciudad de Lambaré.

## Lugares de Interés
Instituciones educativas:
- Colegio San Clemente María
- Colegio Coronel José Félix Bogado

## Infraestructura
La avenida está asfaltada en su totalidad. Su anchura varía de acuerdo a los barrios en los que pasa. Es de doble sentido en toda su extensión.
La avenida empezó su etapa asfáltica en el periodo de gobierno del intendente Martin Burt, en el proceso de renovar calles de Asunción.